# Ernst Fredrik Wilhelm Meyer
Ernst Fredrik Wilhelm Meyer (* 5. Dezember 1847 in Karlshamn; † 19. Januar 1925) war ein schwedischer Großhändler und Politiker. Er war von 1902 bis 1905 Finanzminister Schwedens.
Meyer kam aus einer wohlhabenden Familie aus Karlshamn und studierte von 1862 bis 1865 Wirtschaft in Dresden. Er arbeitete im Jahr 1870 im Familienbetrieb Winberg & Meyer. Meyer wurde im Jahre 1874 Teilhaber der Firma und wurde später auch Direktor der Alkoholbrennerei von Karlshamn. Von 1876 bis 1883 war er britischer Vizekonsul in der Stadt. 
Er war in den Jahren 1885 bis 1902 Karlshamns tonangebender Lokalpolitiker und Bürgermeister der Stadt. Von 1882 bis 1885 war er Reichstagsmitglied der zweiten Kammer. In den Jahren 1882 bis 1884 repräsentierte er den Wahlkreis Karlshamn und Sölvesborg, später zudem Ronneby. Er war 1882 parteilos und war zwischen 1883 und 1885 mitterechts. Ab 1897 gehörte er zum freihandelsfreundlichen Centrum. Er war Mitglied im Bewilligungsausschuss von 1887, erneut von 1898 bis 1902. Meyer beschäftigte sich zudem mit konstitutionellen Fragen.
Im zweiten Kabinett von Erik Gustaf Boström war er von 1902 bis 1905 Finanzminister, ebenso im Jahre 1905 unter Boströms Nachfolger Lundeberg. Danach war er Schwedens Generalkonsul in Kopenhagen (1905) und Helsinki (1906–1907).
| Personendaten    | Personendaten                                                   |
| ---------------- | --------------------------------------------------------------- |
| NAME             | Meyer, Ernst Fredrik Wilhelm                                    |
| KURZBESCHREIBUNG | schwedischer Politiker, Mitglied des Riksdag und Finanzminister |
| GEBURTSDATUM     | 5. Dezember 1847                                                |
| GEBURTSORT       | Karlshamn                                                       |
| STERBEDATUM      | 19. Januar 1925                                                 |